# 大名路

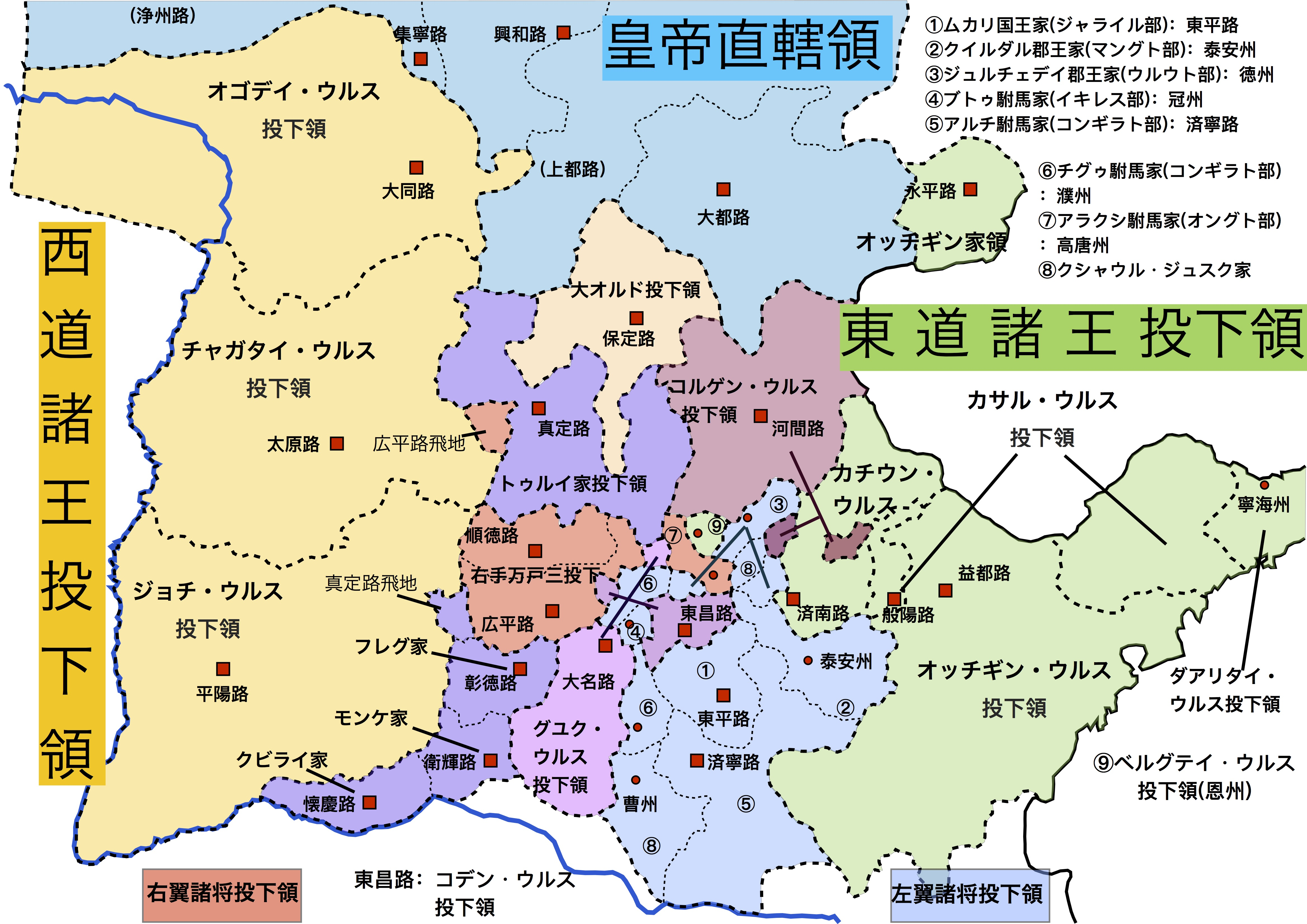
モンゴル時代の華北投下領。大名路は中央下部に位置する。

大名路（だいめいろ）は、中国にかつて存在した路。モンゴル帝国および大元ウルスの時代に現在の河北省邯鄲市大名県一帯に設置された。
第2代皇帝オゴデイの庶長子のグユクを始祖とするグユク王家の投下領であった。

## 歴史
唐代の魏州を前身とする。金代には安武軍と改められたが、モンゴルの治世に入って旧名に基づいて大名路総管府とされた。
1236年、オゴデイは河北の諸路を諸王・勲臣に分配した（丙申年分撥）が、この時大名路はオゴデイの庶長子のグユクの投下領とされた。グユクはオゴデイがチンギス・カンから与えられた4千の遊牧民を継承しており、その17倍に当たる人口の大名路を与えられた。

## 管轄県
大名路には11県（5県が路の直轄）、3州が設置されていた。

### 5県
- 元城県
- 大名県
- 魏県
- 南楽県
- 清河県

### 3州
- 開州…濮陽県・清豊県・長垣県・東明県を管轄する
- 滑州…白馬県・内黄県を管轄する
- 濬州

また、この内清豊県はオゴデイ・ウルスの王傅を務めたデゲイ・ノヤンの一族の投下領であったことが『元史』巻95食貨志3に記載されている。これは、大名路が元々はオゴデイの取り分であったものがグユクに継承されたという経緯によるものだと考えられている。